# Gundars Vētra
Gundars Vētra (Ventspils, Sovjet-Unie, tegenwoordig Letland, 22 mei 1967) is een voormalig Sovjet- en Letse basketbalspeler.

## Carrière
Vētra begon zijn carrière in 1984 bij VEF Riga. In 1986 stapte hij over naar SKA Sverdlovsk. In 1988 keerde Vētra terug naar VEF Riga. In 1992 ging Vētra naar de Minnesota Timberwolves in de NBA. In 1995 ging Vētra naar CSKA Moskou. Met deze club werd hij vier keer Landskampioen van Rusland in 1996, 1998, 1999 en 2000. Ook won hij met CSKA in 2000 de NEBL. In 2000 sloot hij zijn carrière af bij Fabriano Basket uit Italië. Na zijn carrière als speler werd Vētra een succesvol coach.

## Erelijst
- Landskampioen Rusland: 4
  - Winnaar: 1996, 1998, 1999, 2000
- NEBL: 1
  - Winnaar: 2000
- Wereldkampioenschap:
  - Zilver: 1990
- Europees Kampioenschap:
  - Brons: 1989
- Goodwill Games:
  - Brons: 1990